# Hemigymnochaeta mulanjeniella
Hemigymnochaeta mulanjeniella är en tvåvingeart som beskrevs av Andy Z. Lehrer 2007. Hemigymnochaeta mulanjeniella ingår i släktet Hemigymnochaeta och familjen spyflugor.
Artens utbredningsområde är Malawi. Inga underarter finns listade i Catalogue of Life.